# Marey-lès-Fussey
Marey-lès-Fussey è un comune francese di 69 abitanti situato nel dipartimento della Côte-d'Or nella regione della Borgogna-Franca Contea.

## Società

### Evoluzione demografica
Abitanti censiti